# 弁才天

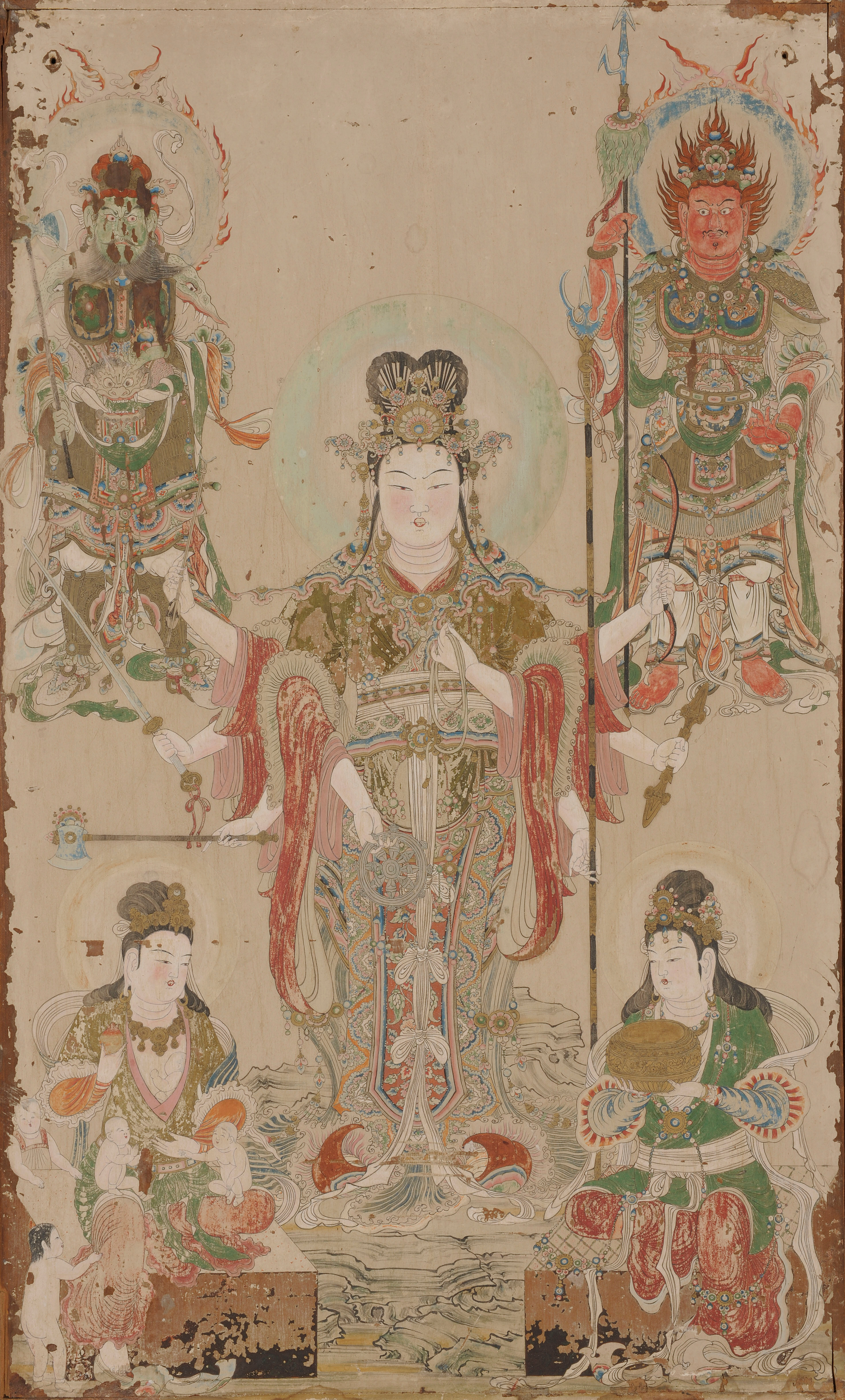
弁才天立像（8臂像）
京都府木津川市・浄瑠璃寺伝来（鎌倉時代 吉祥天像厨子絵）

弁才天（べんざいてん、梵、巴: Sarasvatī、巴: Sarassatī）は、仏教の守護神である天部の一つ。ヒンドゥー教の女神であるサラスヴァティーが、仏教に取り込まれた呼び名である。神仏習合によって神道にも取り込まれ、様々な日本的変容を遂げた。

## 概要

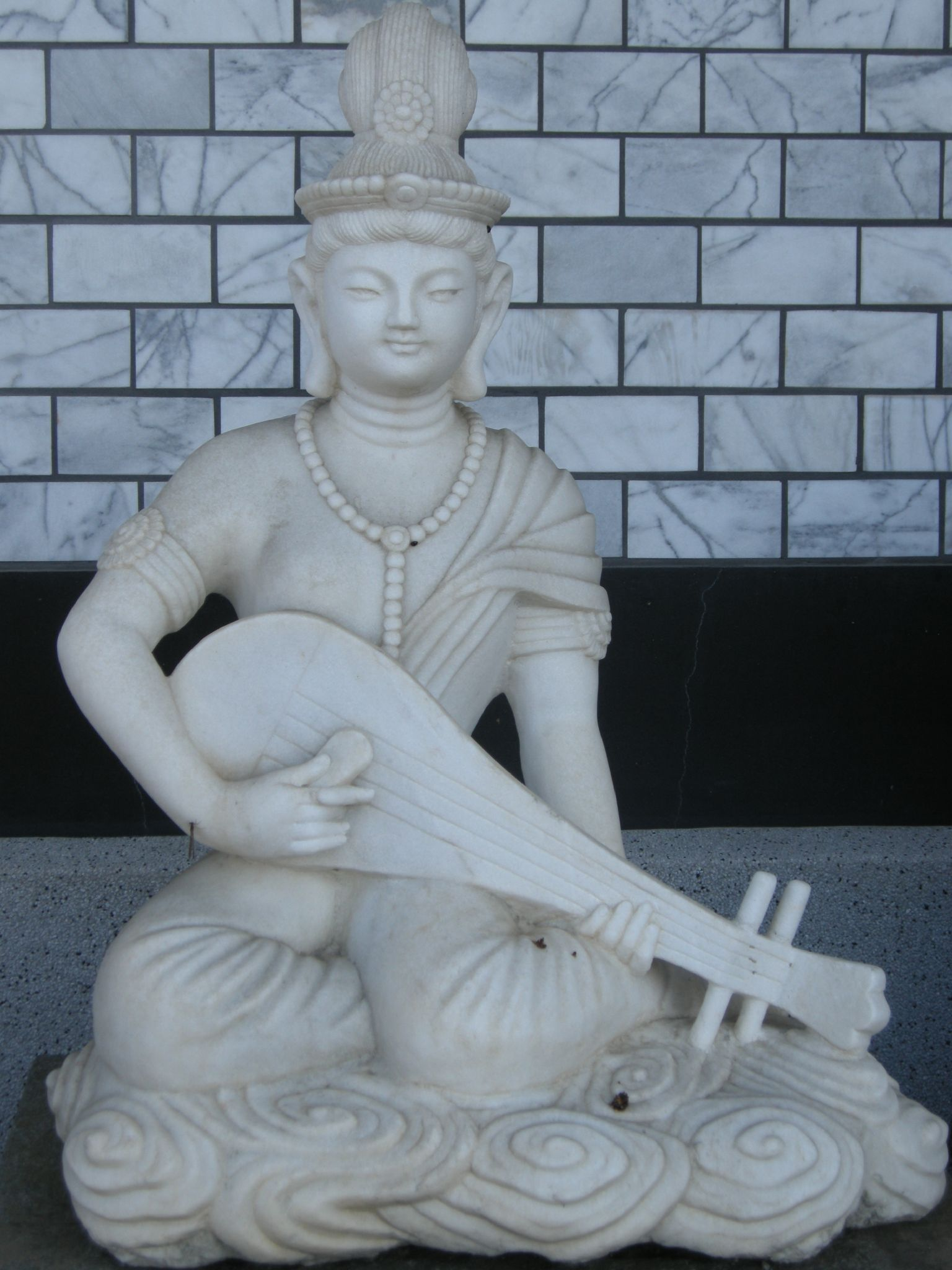
弁才天坐像（妙音天）
岩手県盛岡市・松園寺

日本の弁才天は、吉祥天その他の様々な神の一面を吸収し、インドや中国で伝えられるそれらとは微妙に異なる特質をもち、本地垂迹では日本神話に登場する宗像三女神の一柱である市杵嶋姫命（いちきしまひめ）と同一視されることが多い。「七福神」の一員として宝船に乗り、縁起物にもなっている。古くから弁才天を祭っていた社では明治初頭の神仏分離以降は、宗像三女神または市杵嶋姫命を祭っているところが多い。瀬織津姫が弁才天として祀られる例もあるが少ない。
『金光明最勝王経』における弁才天は、金光明経を人に説いたり、他者から聞く者に智慧、長寿、富を与えるとされる。弁天（べんてん）または弁天さんとも言われ、弁才天（弁財天）を本尊とする堂宇は、弁天堂・弁天社などと称されることが多い。

## 表記
「サラスヴァティー」の漢訳は「弁才天」あるいは「辯才天」であるが、日本では財宝神としての側面に信仰が集まり、「弁財天」や「辨財天」と表記する場合も多い。

## 像容

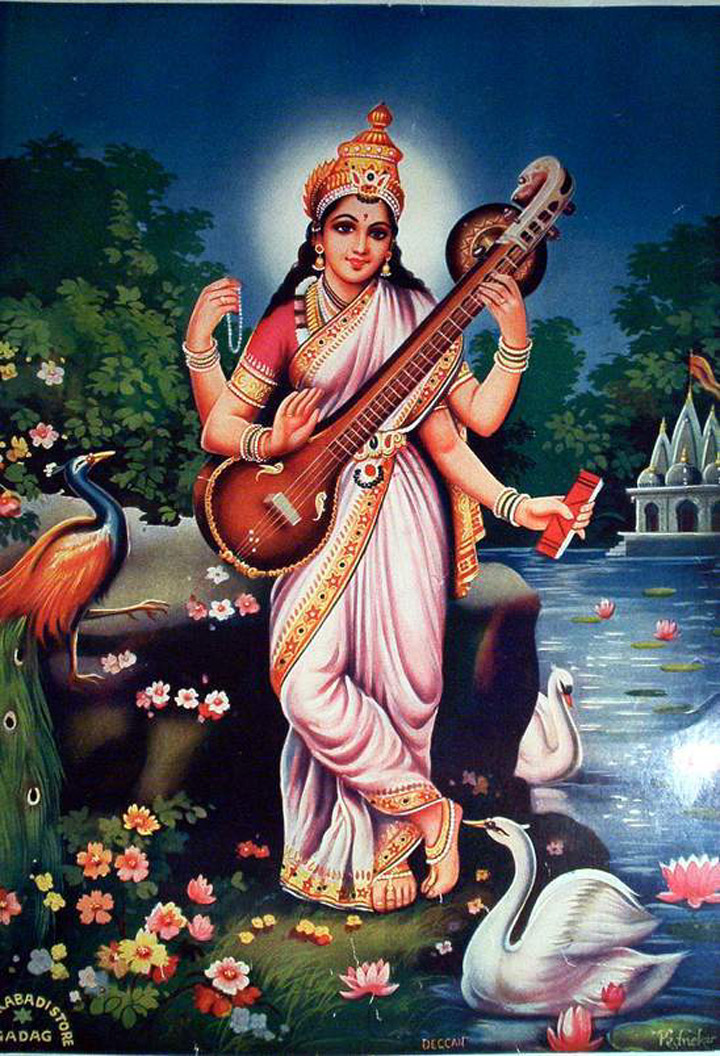
サラスヴァティー

原語の「サラスヴァティー」は、インドで最も古い聖典『リグ・ヴェーダ』に現れる聖なる河とその化身の名である。水の女神であるが、次第に芸術・学問などの知を司る女神と見做されるようになった。ヒンドゥー教の創造の神ブラフマーの妻である（元々はヴィシュヌの妻であったという説もある）。
他方で弁才天は、音楽神、福徳神、学芸神の性格に加え、戦勝神の性格も持つものがあり、像容は、2臂像と8臂像の2つに大別される。
2臂像は琵琶を抱え、バチを持って奏する音楽神の形をとっている。密教で用いる両界曼荼羅のうちの胎蔵曼荼羅中にその姿が見え、『大日経』では、妙音天、美音天と呼ばれる。元のサラスヴァティーにより近い姿である。ただし、胎蔵曼荼羅中に見える2臂像は、後世日本で広く信仰された天女形ではなく、菩薩形の像である。
8臂像は、5世紀の中国の五胡十六国時代に中インドから新疆へ赴いた曇無讖が、仏教経典スヴァルナ・プラバーサ・スートラを漢訳した『金光明最勝王経』「大弁才天女品（ほん）」の所説によるものである。8本の手には、弓、矢、刀、矛（ほこ）、斧、長杵、鉄輪、羂索（けんさく・投げ縄）を持つと説かれるが、その全てが武器に類するものである。同経典では弁才・知恵の神としての性格が多く説かれているが、その像容は鎮護国家の戦神としての姿が強調されている。

## 日本における信仰と造像
ヒンズー教におけるサラスヴァティーは川の名前であったものが女神となったもので、手に本や数珠、縄、ヴィーナ（琵琶）、水瓶などを持ち、叡智や学問、音楽の神とされるが、漢訳経典『 金光明最勝王艇』巻第七「大弁才天女品第十五」では、弁才天は「金光明最勝王経」の護法神として登場し、眷属（従者）を率いて天の伎楽を行なって金光明最勝王経を擁護し、諸病苦等を除く役割を果たすとある。 弁才天の陀羅尼を誦せば所願が成就し、財を求めれば多くの財を得られるともあり、これがのちに弁才天が福徳の仏とみなされる根拠となり、川辺に居住するとあったことから、川や湖、池などに祀られるようになった。また、8本の手に弓・箭・刀・矟（さく）・斧・長杵・鉄輪・羅索といった武器を持つとあることから戦闘神としての機能もあり、これは日本の『別尊雑記』（12世紀心覚による図像集）や『白宝抄』（鎌倉時代の天台系図像集）にも描かれ、これが宇賀神と習合した竹生島の八臂(8本腕)の弁才天坐像や江島神社の八臂の木造弁才天坐像などに繋がる。
8世紀の僧一行による『大日経疏』（大日経の解説書）では、サラスヴァティーのことを妙音楽天とも弁才天とも言う、とあり、これをうけて、鎌倉時代初期の曼荼羅転写本『胎蔵旧図様』（胎蔵曼荼羅図）や『現図曼荼羅』（両界曼荼羅図）では2本の手で琵琶を弾く二腎像として描かれている。 
日本ではこれらの経典に基づいて、8本腕の戦闘神的な弁才天と、2本腕の琵琶を持つ弁才天とが形作られ、互いに影響関係を持ちながら変容し、鎌倉時代に宇賀神との習合によって大きな変化を遂げていった。

### 造像

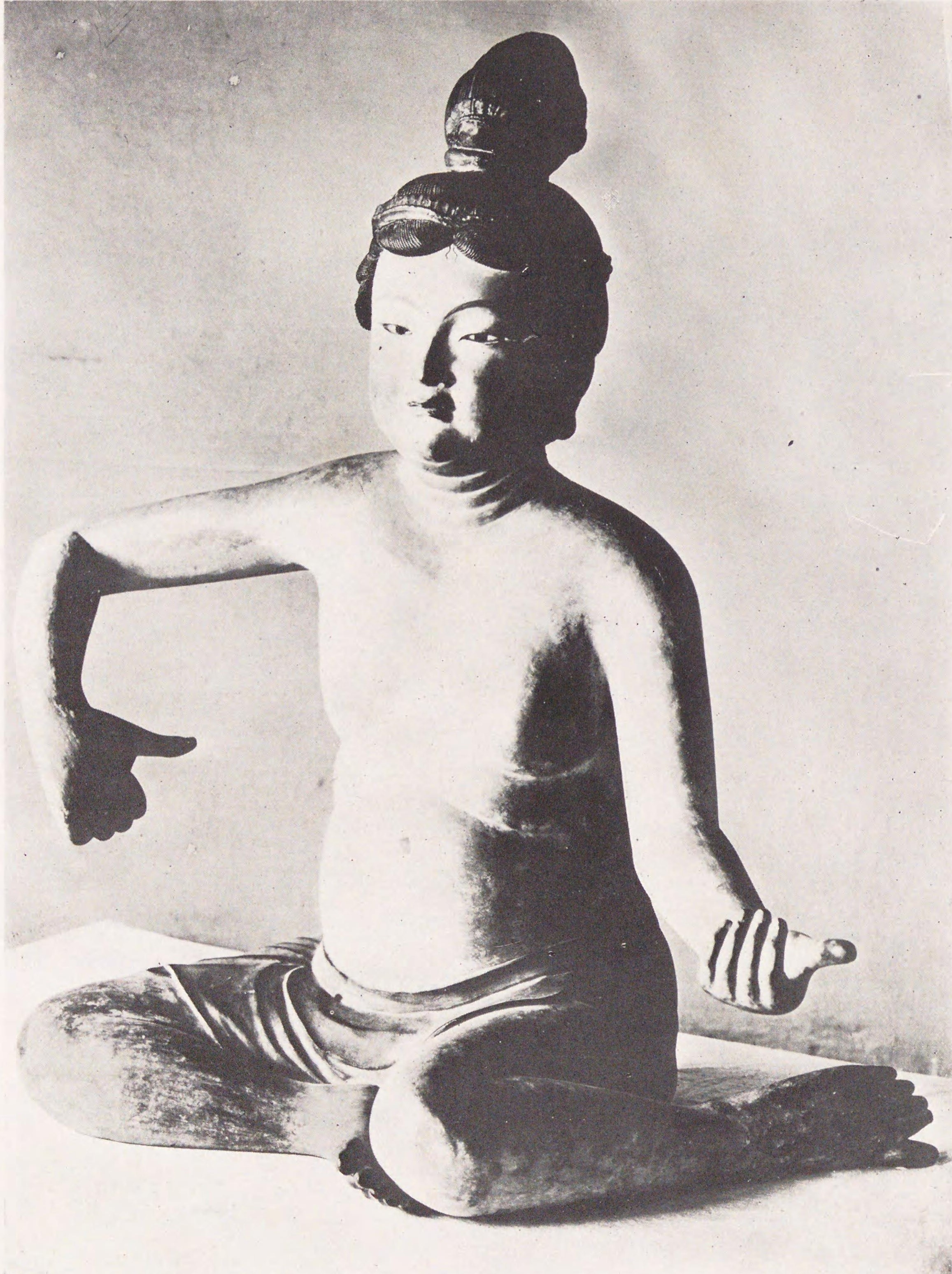
木造弁才天坐像（1266年（文永3年）作、重要文化財、鶴岡八幡宮所蔵）。像本体は裸に腰布1枚をまとった姿を彫りだしたもので、その上に衣服を着せる様式である。

日本での弁才天信仰は既に奈良時代に始まっており、東大寺法華堂（三月堂）安置の8臂の立像（塑像）は、破損甚大ながら、日本最古の尊像として貴重である。その後、平安時代には弁才天の作例はほとんど知られず、鎌倉時代の作例もごく少数である。
京都市・白雲神社の弁才天像（2臂の坐像）は、胎蔵曼荼羅に見えるのと同じく菩薩形で、琵琶を演奏する形の珍しい像である。この像は琵琶の名手として知られた太政大臣・藤原師長が信仰していた像と言われ、様式的にも鎌倉時代初期のもので、日本における2臂弁才天の最古例と見なされている。同時代の作例としては他に大阪府・高貴寺像（2臂坐像）や、文永3年（1266年）の銘がある鎌倉市・鶴岡八幡宮像（2臂坐像）が知られる。近世以降の作例は、8臂の坐像、2臂の琵琶弾奏像共に多く見られる。

### 宇賀弁才天

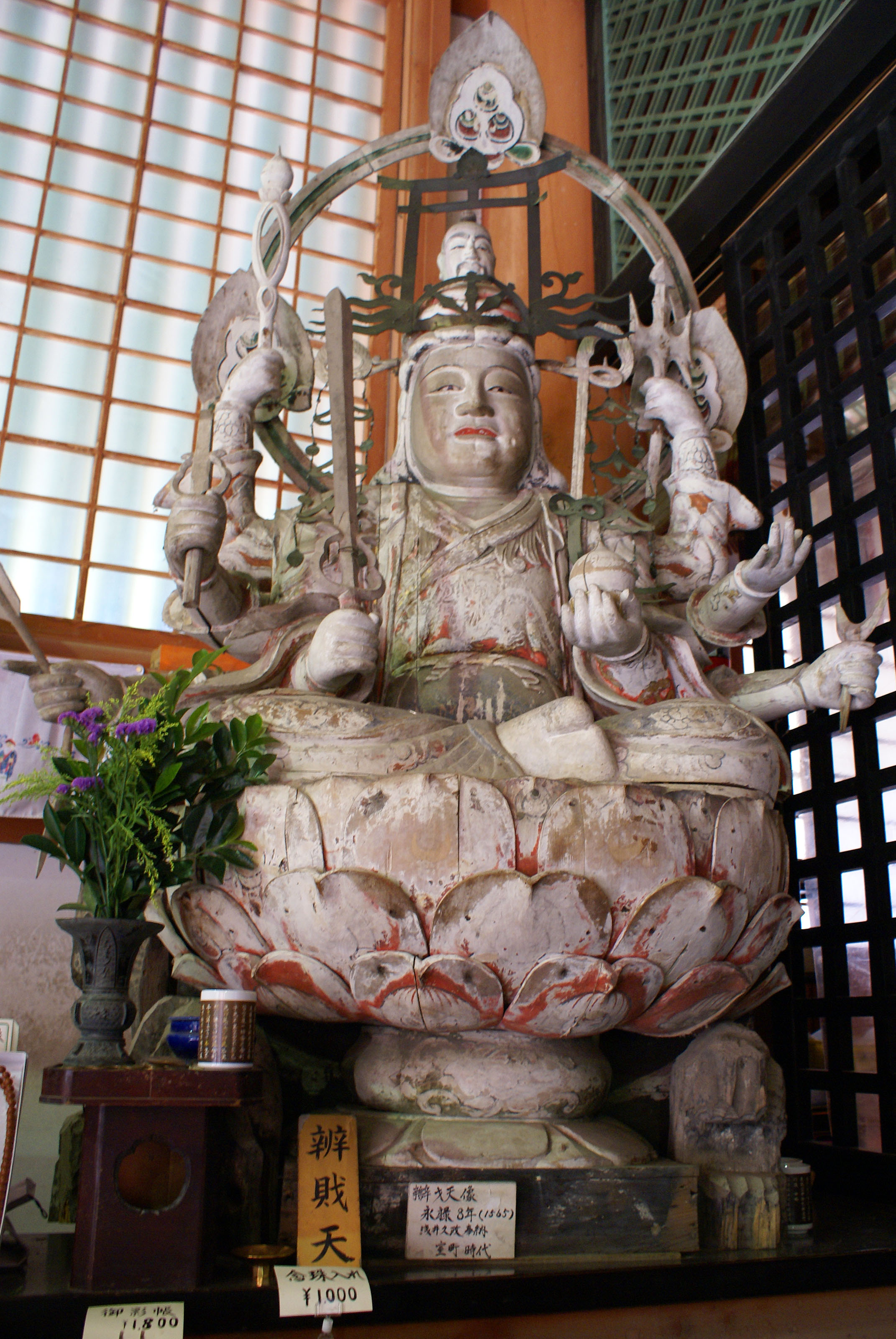
弁才天坐像（宇賀弁才天）
滋賀県 竹生島・宝厳寺（1565年 浅井久政奉納）

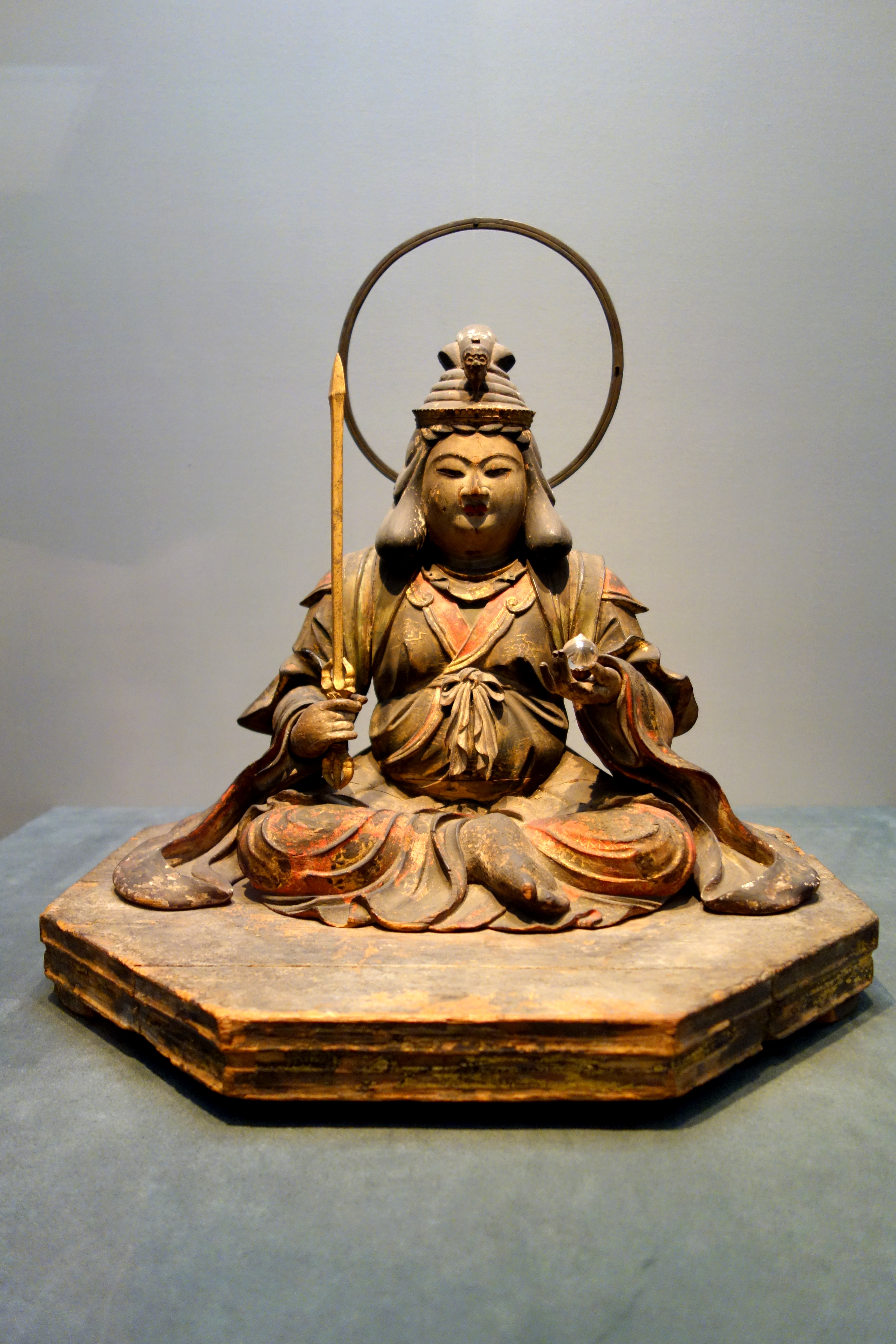
弁才天坐像（個人蔵、鎌倉時代）。とぐろを巻いた蛇と老人の頭を持つ宇賀神を頭上に頂く。弁財五部経にこうした姿が説かれる

中世以降、弁才天は宇賀神（出自不明の蛇神）と習合して、頭上に翁面蛇体の宇賀神をいただく姿の、宇賀弁才天（宇賀神将・宇賀神王とも言われる）が広く信仰されるようになる。弁才天の化身は蛇や龍とされるが、その所説はインド・中国の経典には見られず、それが説かれているのは、日本で撰述された宇賀弁才天の偽経においてである。
宇賀弁才天は8臂像の作例が多く、その持物は『金光明経』の8臂弁才天が全て武器であるのに対し、新たに「宝珠」と「鍵」（宝蔵の鍵とされる）が加えられ、福徳神・財宝神としての性格がより強くなっている。
弁才天には「十五童子」が眷属として従うが、これも宇賀弁才天の偽経に依るもので、「一日より十五日に至り、日々宇賀神に給使して衆生に福智を与える」と説かれ、平安風童子の角髪（みずら）に結った姿をとる。十六童子とされる場合もある。
|    | 名称     | 別称       | 本地       | 功徳                   |
| -- | -------- | ---------- | ---------- | ---------------------- |
| 1  | 印鑰童子 | 麝香童子   | 釈迦如来   | 悟りと解脱へ導く神     |
| 2  | 官帯童子 | 赤音童子   | 普賢菩薩   | 法を守る神             |
| 3  | 筆硯童子 | 香精童子   | 金剛手菩薩 | 学問成就の神           |
| 4  | 金財童子 | 召請童子   | 薬師如来   | 金銀財宝・商売繁盛の神 |
| 5  | 稲籾童子 | 大神童子   | 文殊菩薩   | 五穀豊穣の神           |
| 6  | 計升童子 | 悪女童子   | 地蔵菩薩   | 経理・経営の神         |
| 7  | 飯櫃童子 | 質月童子   | 栴檀香仏   | 食物授与の神           |
| 8  | 衣裳童子 | 除哂童子   | 摩利支天   | 着衣に不自由しない神   |
| 9  | 蠶養童子 | 悲満童子   | 勢至菩薩   | 蚕・繭の神、衣服の神   |
| 10 | 酒泉童子 | 密跡童子   | 無量寿仏   | 酒の神                 |
| 11 | 愛慶童子 | 施願童子   | 観世音菩薩 | 愛情・恋愛成就の神     |
| 12 | 生命童子 | 臍虚空童子 | 弥勒菩薩   | 長寿の神               |
| 13 | 従者童子 | 施無畏童子 | 龍樹菩薩   | 経営の神               |
| 14 | 牛馬童子 | 膸令童子   | 薬王菩薩   | 動物愛護の神           |
| 15 | 船車童子 | 光明童子   | 薬上菩薩   | 交通安全の神           |
| 16 | 善財童子 | 乙護童子   | 大黒天     | 十五童子を司る神       |

### 信仰
近世になると「七福神」の一員としても信仰されるようになる。室町時代の文献に、大黒天・毘沙門天・弁才天の三尊が合一した三面大黒天の像を、天台宗の開祖・最澄が祀ったという伝承があり、大黒・恵比寿の並祀と共に、七福神の基になったと見られている。
また、元来インドの河神であることから、平安初期から末期にかけて仏僧が日本各地で活躍した水に関する事蹟（井戸、溜池、河川の治水など）に、また日本各地の水神や、記紀神話の代表的な海上神の市杵嶋姫命（宗像三女神）と神仏習合して、泉、島、港湾の入り口などに、弁天社や弁天堂として数多く祀られた。弁天島や弁天池など地名として残っていることもある。いずれも海や湖や川などの水に関係している。
弁才天は財宝神としての性格が強調されるようになると、「才」の音が「財」に通じることから「弁財天」と書かれることも多くなった。鎌倉市の銭洗弁財天宇賀福神社はその典型的な例で、同神社境内奥の洞窟内の湧き水で持参した銭を洗うと、数倍になって返ってくるという信仰がある。
日本各地で代表的な弁天と標榜するものは多い。
- 日本三大弁天 - 下記のうち上の三社を挙げることが多いものの、いずれの社寺を三大弁才天と見なすかについては諸説がある。全て含めて「五大弁天」[6]とすることもある。
  - 竹生島・宝厳寺竹生島神社
  - 宮島・大願寺
  - 江ノ島・江島神社
  - 天川村・天河大弁財天社
  - 金華山・黄金山神社
- 江戸六弁天[注 4]、
- 関東三大弁天[注 5]

武蔵野三大湧水と呼ばれる石神井川水源の三宝寺池、善福寺川水源の善福寺池、神田川水源の井の頭池には、いずれも弁天社（厳島神社）、善福寺弁財天、井の頭弁財天が置かれている。
兵庫県六甲山山頂にある大きな磐座をご神体とする六甲比命神社は弁財天を祀る、とされる。六甲山麓・周辺には弁財天を鎮守神とする寺院が多いが、神呪寺の南の目神山の、役行者と弁財天が邂逅したという伝承のある場所の磐座には役行者の像が鎮座する。役行者はその後、天武天皇と共に、天河で伊勢神宮内宮荒祭宮の祭神を弁財天として祀る天河大弁財天社を創建した。
また、弁才天の縁日は干支で「巳」の日とされており、60日に一度巡ってくる己巳」の日は特に縁起の良い日とされている。

### 神仏分離
弁天信仰の広がりと共に各地に弁才天を祀る社が建てられたが、神道色の強かった弁天社は、明治の神仏分離の際に多くは神社となった。元々弁才天を祭神としていたが現在は市杵嶋姫命として祀る神社としては、奈良県の天河大弁財天社などがある。神奈川県の江島神社は主祭神を宗像三女神に改め、弁才天は摂社で祀られる。また、竹生島の宝厳寺では、弁才天を祀っていた本殿が市杵嶋姫命を祀る神社として分離され、宮島の厳島神社では、弁才天像が大願寺へと移された。
以上のように、近世以降の弁才天信仰は、仏教、神道、民間信仰が混交して、複雑な様相を示している。

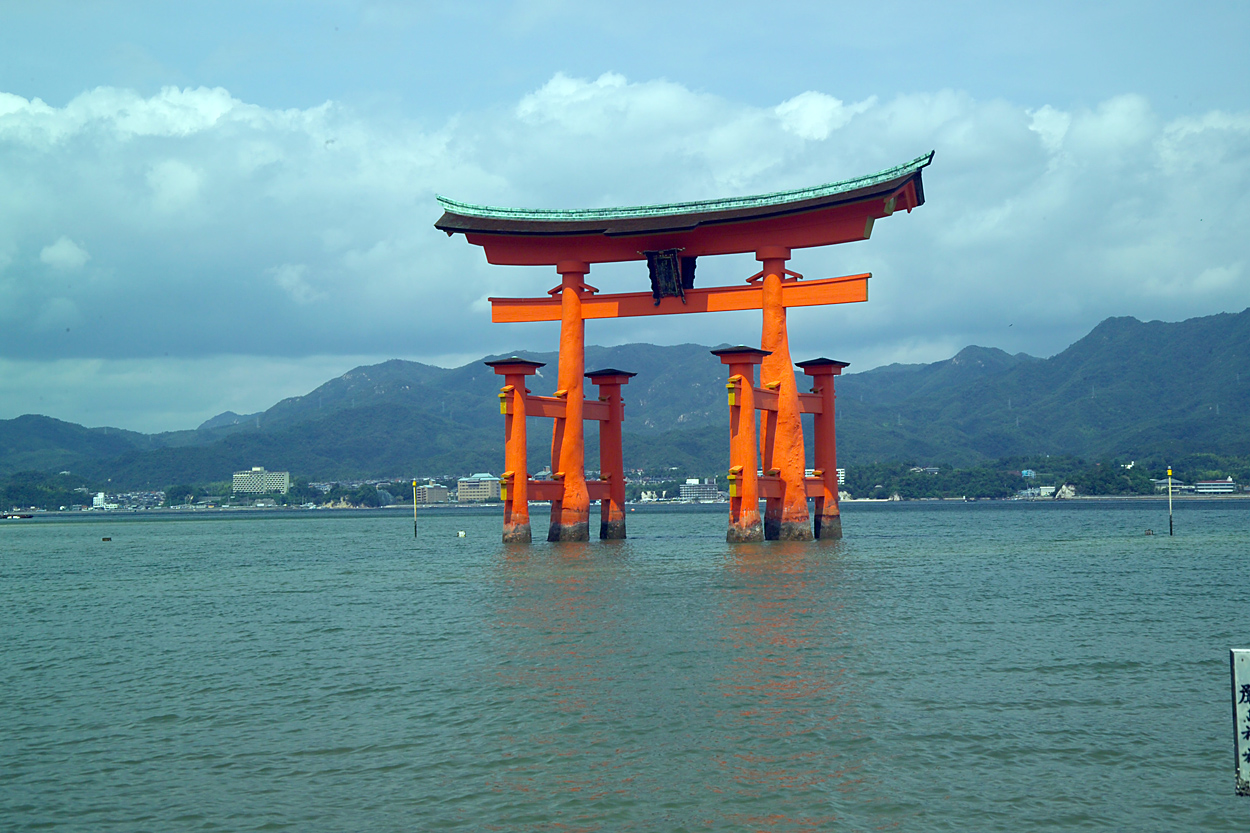
厳島神社 （広島県・宮島）
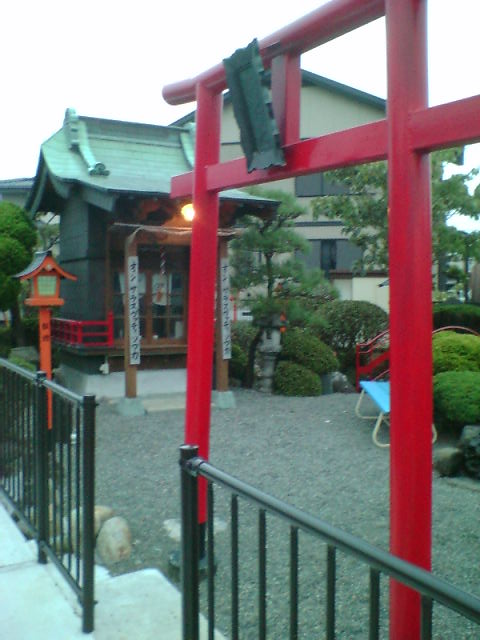
弁才天を祀った神社 静岡県沼津市 （この地域では浮島沼があったことから弁才天信仰が盛んであった）

## 真言・種子
- オン・ソラソバテイエイ・ソワカ （弁才天呪）[8]
  - Oṃ sarasvatyai svāhā.[8]
- オン・ウカヤジャヤギャラベイ・ソワカ （宇賀神呪）[9]

種子（種子字）はस（ソ、sa）、उ（ウ、u）,ह्रीं(キリーン、hrīṃ)。

## 弁才天を祀る主な寺院
- 宝厳寺（滋賀県長浜市、竹生島、日本三大弁才天）
- 大願寺（広島県廿日市市、宮島、日本三大弁才天）
- 八百富神社 (愛知県蒲郡市、竹島 (愛知県)、日本七弁天)
- 圓教寺（兵庫県姫路市、60日ごとの己巳の日に宇賀辨財天浴酒供を修法する。年6回）
- 潮満寺(宮崎県日南市)
- 瀧安寺（大阪府箕面市）
- 神呪寺（兵庫県西宮市）
- 真福寺（岡山県津山市）
- 東海寺 布施弁天（千葉県柏市）
- 浅草寺 弁天山（東京都台東区）[11]
- 寛永寺 不忍池弁財天（東京都台東区、江戸七弁天）
- 妙光寺 厳島弁才天（長野県上田市、亀姫様御奉持）
- 桃巌寺 (愛知県名古屋市)
- 興福寺 窪弁才天 （奈良県奈良市、三重塔内、秘仏）
- 霊山寺 大弁才天堂 （奈良県奈良市）
- 長建寺（京都市伏見区）
- 深沢銭洗弁天（神奈川県足柄下郡箱根町塔之澤）
- 最福寺（鹿児島県鹿児島市、日本最大木造佛）
- 威光寺 弁天洞窟（東京都稲城市）
- 大盛寺 井の頭弁財天（東京都三鷹市）
- 本光寺 出世弁財功徳天女（千葉県市川市）
- 長谷寺 弁天堂 弁天窟 (神奈川県鎌倉市)
- 戒光寺 泉山融通辨財天（京都府京都市東山区・泉涌寺山内、伝教大師最澄作とつたわる八臂像、秘仏）
- 了法寺 新護弁財天（東京都八王子市、「萌え寺」として知られる）
- 桃巌寺　裸弁才天（名古屋市千種区四谷通２-16）
- 恩林寺 (群馬県邑楽町)多々良沼に突き出した浮島に神社がある。本尊は恩林寺 (群馬県邑楽町)に安置。
- 永安寺（石川県金沢市）朱色の飛天の舞う弁天堂に毘沙門天、大黒天とともに安置（年に数回ご開帳）
- 妙圓寺 岩屋霊穴 土屋銭洗い弁天（神奈川県平塚市）
- 寿昌院 松本弁天（東京都江戸川区）
- 宝珠院 開運出世弁才天（東京都港区）

辯天宗系寺院
- 冥應寺（大阪府茨木市・辯天宗本部）
- 如意寺（奈良県五條市・辯天宗総本山　行基菩薩が奈良時代に彫られたとされる辯才天像）

## 弁才天を祀る主な神社
- 江島神社（神奈川県藤沢市、江ノ島、日本三大弁才天）
- 銭洗弁財天宇賀福神社（神奈川県鎌倉市）
- 清水弁財天社（長野県佐久市）
- 天河大弁財天社（奈良県吉野郡天川村、日本三大弁才天）[注 6]
- 黄金山神社（宮城県石巻市、金華山）
- 六甲比命神社（兵庫県神戸市灘区六甲山町）弁財天＝瀬織津姫の御陵という説がある。

市杵島姫命を祀る神社については宗像三女神や市杵島神社を参照。